# Festival international du film de Valladolid
Le Festival international de Valladolid (en espagnol : Semana Internacional de Cine de Valladolid o Seminci) est un festival de cinéma basé à Valladolid, en Castille-et-León, en Espagne, organisé depuis 1956. Il se déroule chaque année au mois d'octobre. Un Épi d'or (Espiga de Oro en espagnol) et d'argent récompensent le premier et le second choix de film, en plus de prix récompensant les acteurs, la musique originale ou encore le directeur de la photographie.

## Catégories de récompense
- Prix FIPRESCI (FIPRESCI Prize)
- Épi d'or (Espiga de Oro) / (Golden Spike)
- Meilleur film (Best Film)

## Palmarès

### Prix FIPRESCI
- Joyeux Noël (film, 2005) – Christian Carion[1]